# Zračna luka Sabiha Gökçen
Međunarodna zračna luka Sabiha Gökçen (turski: Sabiha Gökçen Havalimanı) (IATA: SAW, ICAO: LTFJ) međunarodna je zračna luka u Istanbulu, najvećem gradu Turske. Smještena je 35 km jugoistočno od gradskog središta, na azijskoj strani grada. Ime je dobila po pilotkinji Sabihi Gökçen, prvoj borbenoj pilotkinji u svijetu. Izgrađena je jer postojeća Zračna luka Atatürk nije mogla više udovoljiti zahtjevima porasta prometa.

## Vanjske poveznice
- www.sabihagokcen.aero